# Selyemfűméz
A selyemfűméz mély aranysárga színű, nagyon intenzív illatú, sűrűn folyó, zamatos fajtaméz. A selyemkóró nektárjából származik, vaddohányméz néven is ismert. 
Mivel a selyemkóró nem termel virágport, így ennek a fajta méznek a virágportartalma nem számottevő. Jellegzetes magyar méz, hungarikum. Nehezen kristályosodik. Igen erős, jellegzetesen fűszeres ízű. Önmagában szokták elsősorban fogyasztani, de húsok pácolására is kitűnően alkalmas.
Az emberi szervezetre enyhe vérnyomáscsökkentő hatása van.